# 基爾南·福布斯
基尔南·贾里德·福布斯（英語：Kiernan Jarryd Forbes，1988年1月28日—2023年2月10日），艺名AKA，2011年凭借首张专辑《Altar Ego》中的《Victory Lap》打开知名度，南非同时代最受欢迎的音乐人及有史以来最畅销的嘻哈歌手之一，被许多人认为是南非有史以来最优秀的饶舌歌手。2018年4月以特别嘉宾身份参加世界摔角娛樂在约翰内斯堡及开普敦举办的直播活动。其于2023年2月10日在一家餐馆外被人枪杀。

## 生平

### 1988年–2013年：早年及职业生涯的开始
福布斯出生于南非开普敦的一个天主教家庭，是两个儿子中较大的一个。福布斯在很小的时候便搬到了约翰内斯堡，并就读于当地的圣约翰学院。2002年，福布斯与朋友组建了一个嘻哈音乐团队，该团队曾获得全非音乐奖最佳嘻哈音乐类奖项提名。2006年团队解散后，福布斯继续学习音响工程。同年，福布斯再次与其他两人组成了一个嘻哈团队，该团队曾与胡里·查纳、琳达·姆希泽、JR等数名艺人有过合作。2009年，福布斯发布了三支个人单曲。
2010年7月28日，福布斯发布了首张录音室专辑《Altar Ego》的部分歌曲，包括主打歌《I Want It All》及《All I Know》和《Victory Lap》，其中《Victory Lap》在南非本地音乐排行榜中名列前茅。完整版的《Altar Ego》于2011年8月正式发布。该专辑的商业成绩颇为理想，被南非唱片工业协会认证为金唱片，获得南非音乐奖等多个奖项。

### 2014年–2017年
2014年6月30日，福布斯发布了他的第二张专辑《Levels》。该专辑为福布斯与其他四名歌手合作录制而成，于发布同年获唱片工业协会认证为白金唱片，之后又在2018年被进一步认证为双白金唱片，福布斯也因此成为南非第一个拥有以英语为主的白金唱片的饶舌歌手。
2016年12月2日，福布斯发行了其第三张专辑的主打歌曲《The World is Yours》。在发布完整专辑之前，福布斯邀请了艺人阿纳蒂继续为专辑编曲。2017年7月28日，名为《Be Careful What You Wish For》的专辑正式发布，反响积极。

### 2018年–2019年
福布斯于2016年预先发布了专辑《Touch My Blood》中的四首歌曲。专辑发布前，福布斯于Twitter上宣布计划使用自己的清晰面部肖像作为专辑封面，号召粉丝进行设计竞赛，最终一名名叫塔翁加（Taonga）的人的设计被选中。专辑发布十五天前，福布斯发布了另一首单曲《Beyonce》，该歌曲对福布斯曾经的女朋友邦南洋·马修巴作出了消极评论，一度引发争议。
2018年6月15日，《Touch My Blood》正式发布。该专辑为福布斯与几名来自南非及尼日利亚的艺人共同录制，其中尤以尼日利亚艺人KDDO所主唱的《Fela in Versace》反响最佳。该专辑后来被被南非唱片工业协会认证为2019年度双百金唱片。
2018年4月8日，福布斯参加了世界摔角娛樂在开普敦及约翰内斯堡举办的直播活动。次年2月，福布斯现身喜剧中心年度吐槽大会特别节目，扮演一名吐槽者。
2020年4月，福布斯与另一名艺人的形象被用于一款西瓜风味的饮料用于包装瓶，其中福布斯的形象位于主要位置。

### 2020年–2023年
2021年11月6日，福布斯发布了一张名为《Bhovamania》的EP。同年，福布斯在第十届南非嘻哈音乐奖颁奖典礼上获十年最佳艺人提名。
2022年9月上旬，福布斯在Instagram上宣布计划发布第四张录音室专辑《Mass Country》。16日，福布斯先行发布了合唱单曲《Lemons (Lemonade)》，作为即将到来的专辑的主打歌曲。同年，《Lemons (Lemonade)》被南非唱片工业协会认证为4×白金歌曲。完整专辑于2023年2月24日面世，并被评为当年的南非白金唱片。
2023年7月，索尼非洲宣布计划推出《Mass Country》的豪华版本，但未有说明具体发布日期。

## 个人生活
福布斯于2014年年末开始于音乐人恩托姆贝辛赫勒·莫霍萨纳（艺名DJ Zinhle）相恋，并在2015年生下了一个女儿。莫霍萨纳在拿到几次南非嘻哈音乐奖后，于Twitter上表示“祝贺我的赢家”，之后突然中断了与福布斯的恋情。2015年8月，福布斯与莫霍萨纳正式分手，有说法指起因是福布斯与电视搭档邦南洋·马修巴存在婚外情，虽然福布斯与马修巴都对此说法表示否认，但两人还是于2016年正式宣布开始交往，惟这段感情只维持到了第二年的年12月。2018年年末，福布斯与恩莫霍萨纳宣布复合，次年再次分手。
2021年2月21日，福布斯在Instagram发帖表示已交到新女友内莉·滕贝，然而滕贝在同年的4月11日突然自开普敦的一家酒店跌落，不治身亡。
滕贝去世后，有大量报道称福布斯染上了毒品，致使两人感情破裂。对此福布斯公开表示不会以披露他与滕贝婚内面临的问题为代价来对这一“不实”说法作出辩解。福布斯的回应遭到媒体News24反击，该媒体称曾有画面显示福布斯使劲拍打两人在约翰内斯堡所住公寓的一个木门，试图进入滕贝的卧室，而这一画面显示的时间为2021年3月13日，距离滕贝的死亡日期仅一个月左右。
2023年2月10日，福布斯计划前往德班的一个夜总会进行表演以庆祝生日。当晚福布斯与几名朋友站在一家餐馆外时，一名枪手突然冲向福布斯并开枪击中他的头部，其同谋并开枪击中了在场的另一个人，两人均当场死亡，两名枪手随即步行逃离了现场。

## 音乐作品
录音室专辑
- 《Altar Ego》（2011年）
- 《Levels》（2014年）
- 《Touch My Blood》（2018年）
- 《Mass Country》（2023年）[44]

合作专辑
- 《Be Careful What You Wish For》（2017年）
- 《You're Welcome》（2021年）

EP
- 《24/7/366 E.P》（2009年）[45]
- 《Bhovamania》（2020）

## 奖项与提名
| 年份 | 颁奖典礼                   | 奖项                 | 获奖/提名作品                                                                                                   | 结果 | 备注          |
| ---- | -------------------------- | -------------------- | --- | ---- | ------------- |
| 2012 | 第18届南非音乐奖           | 最佳男艺人           | 《Altar Ego》                                                                                                   | 獲獎 |               |
| 2013 | Channel O非洲音乐视频奖    | 最有才华嘻哈歌手     | 艺人奖项 | 提名 |               |
| 2014 | 非洲音乐杂志奖             | 非州南部最佳男艺人   | 艺人奖项 | 提名 |               |
| 2014 | 非洲音乐杂志奖             | 最佳饶舌演员         | 艺人奖项 | 提名 |               |
| 2014 | MTV非洲音乐奖              | 最佳嘻哈歌手         | 艺人奖项 | 提名 |               |
| 2014 | Channel O非洲音乐奖奖      | 最有才华嘻哈歌手     | 艺人奖项 | 提名 |               |
| 2015 | 非洲音乐杂志奖             | 非州南部最佳男艺人   | | 獲獎 |               |
| 2015 | 非洲音乐杂志奖             | 最佳组合             | | 獲獎 |               |
| 2015 | 音乐电视网非洲音乐奖       | 最佳组合             | | 獲獎 |               |
| 2015 | 第21届南非音乐奖           | 最佳男艺人           | 《Levels》 | 獲獎 |               |
| 2015 | 全非音乐奖                 | 非洲最佳嘻哈歌手     | | 提名 |               |
| 2015 | 2015年黑人娱乐电视大奖     | 最佳国际艺人（非洲） | | 提名 |               |
| 2015 | 2015年MTV歐洲音樂大獎      | 非洲最佳表演奖       | | 提名 |               |
| 2015 | 英国黑人音乐大奖           | 最佳国际艺人（非洲） | |      |               |
| 2015 | 第四届南非嘻哈音乐奖       | 最佳合作伙伴         | 《Baddest 》 | 提名 |               |
| 2015 | 第四届南非嘻哈音乐奖       | 最佳合作伙伴         | 阿纳蒂《The Saga》（福布斯主唱）                                                                                | 獲獎 |               |
| 2015 | 第四届南非嘻哈音乐奖       | 最有价值艺人         | - 《Levels》 - 《Congratulate》（黄金单曲） - 《All Eyes on Me》（黄金单曲） - 《Run Jozi (Godly)》（黄金单曲） | 獲獎 |               |
| 2015 | 第四届南非嘻哈音乐奖       | 最佳数字销售艺人     | | 獲獎 |               |
| 2015 | 第四届南非嘻哈音乐奖       | 年度歌曲             | 阿纳蒂《The Saga》（福布斯主唱）                                                                                | 獲獎 |               |
| 2015 | 第四届南非嘻哈音乐奖       | 年度歌曲             | 《Baddest》 | 獲獎 |               |
| 2015 | 第四届南非嘻哈音乐奖       | 年度音乐视频         | 《All Eyes on Me》                                                                                              | 提名 |               |
| 2015 | 第四届南非嘻哈音乐奖       | 年度音乐视频         | 阿纳蒂《The Saga》                                                                                              | 獲獎 |               |
| 2015 | 第四届南非嘻哈音乐奖       | 年度音乐视频         | Da L.E.S《P.A.I.D》 (福布斯及伯纳男孩主唱）                                                                     | 提名 |               |
| 2015 | 第四届南非嘻哈音乐奖       | 年度音乐视频         | 《Sim Dope》 | 提名 |               |
| 2016 | 第15届Metro FM音乐奖       | 最佳组合             | 《Baddest》 | 獲獎 |               |
| 2016 | 第15届Metro FM音乐奖       | 最佳热门单曲         | 《Baddest》 | 獲獎 |               |
| 2016 | 第15届Metro FM音乐奖       | 最佳重制音乐         | 《Baddest Remix》                                                                                               | 提名 |               |
| 2016 | 第22届南非音乐奖           | 最佳组合             | 《All Eyes on Me》                                                                                              | 提名 |               |
| 2016 | 第22届南非音乐奖           | 最佳重制音乐         | 《Baddest》 | 提名 |               |
| 2016 | 2016年黑人娱乐电视大奖     | 最佳国际表演奖       | | 提名 |               |
| 2017 | 2017年黑人娱乐电视大奖     | 最佳国际表演奖       | 艺人奖项 | 提名 |               |
| 2019 | 2019年兒童選擇獎           | 最受喜爱南非明星奖   | 艺人奖项 | 獲獎 |               |
| 2019 | 2019年黑人娱乐电视大奖     |                      | 艺人奖项 | 提名 |               |
| 2019 | 2019年纳米比亚年度音乐大奖 | 泛非洲地区年度艺人   | | 獲獎 |               |
| 2020 | 第26届南非音乐奖           | 年度音乐视频         | 《Jika ft YangaChief》                                                                                          | 獲獎 |               |
| 2021 | MTV非洲音乐奖              | 最佳限制级表演奖     | Himself |      | [ 49 ]        |
| 2023 | 第23届Metro FM音乐奖       | 最佳嘻哈艺人         | 《MASS COUNTRY》                                                                                                | 獲獎 |               |
| 2023 | 内容创作者奖               | 年度歌曲             | 《Company》 | 提名 | [ 50 ] [ 51 ] |
| 2023 | 内容创作者奖               | 年度歌曲             | 《Lemons (Lemonade)》                                                                                           | 獲獎 | [ 50 ] [ 51 ] |
| 2023 | 第29届南非音乐奖           | 最佳男艺人           | 《Mass Country》                                                                                                | 獲獎 | [ 52 ]        |
| 2023 | 第29届南非音乐奖           | 年度专辑             | 《Mass Country》                                                                                                | 提名 | [ 52 ]        |
| 2023 | 第29届南非音乐奖           | 最佳唱片包装         | 《Mass Country》                                                                                                | 獲獎 | [ 52 ]        |
| 2023 | 第29届南非音乐奖           | 最佳组合             | 《Lemons (Lemonade)》                                                                                           | 獲獎 | [ 52 ]        |
| 2023 | 第29届南非音乐奖           | 最佳组合             | 《Company》 | 提名 | [ 52 ]        |
| 2023 | 第29届南非音乐奖           | 最佳音乐视频制作     | 《Lemons (Lemonade)》                                                                                           | 提名 | [ 52 ]        |
| 2023 | 第29届南非音乐奖           | 最佳嘻哈专辑         | 《Mass Country》                                                                                                | 提名 | [ 52 ]        |